# Parador

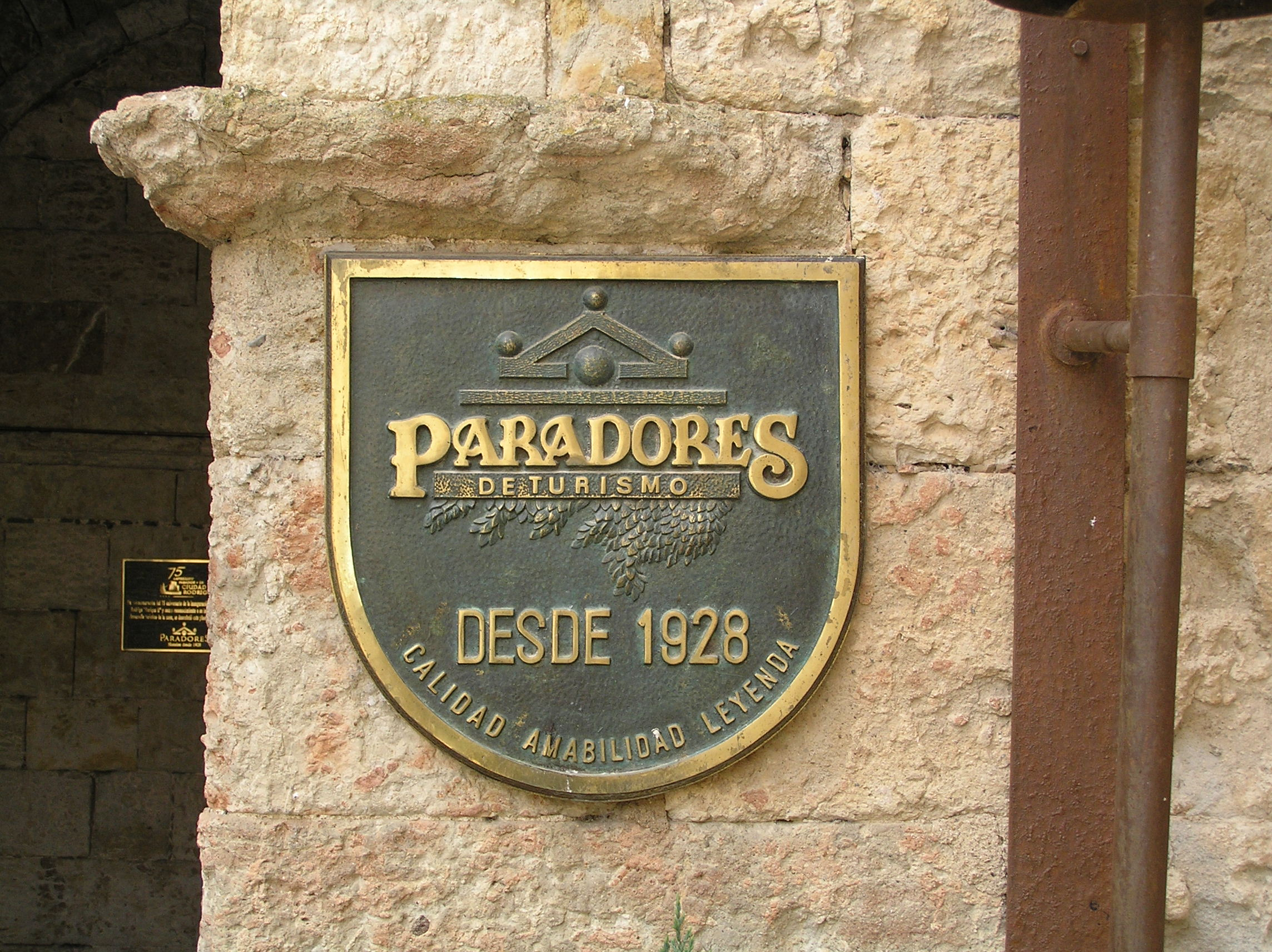
Embleem van de paradores

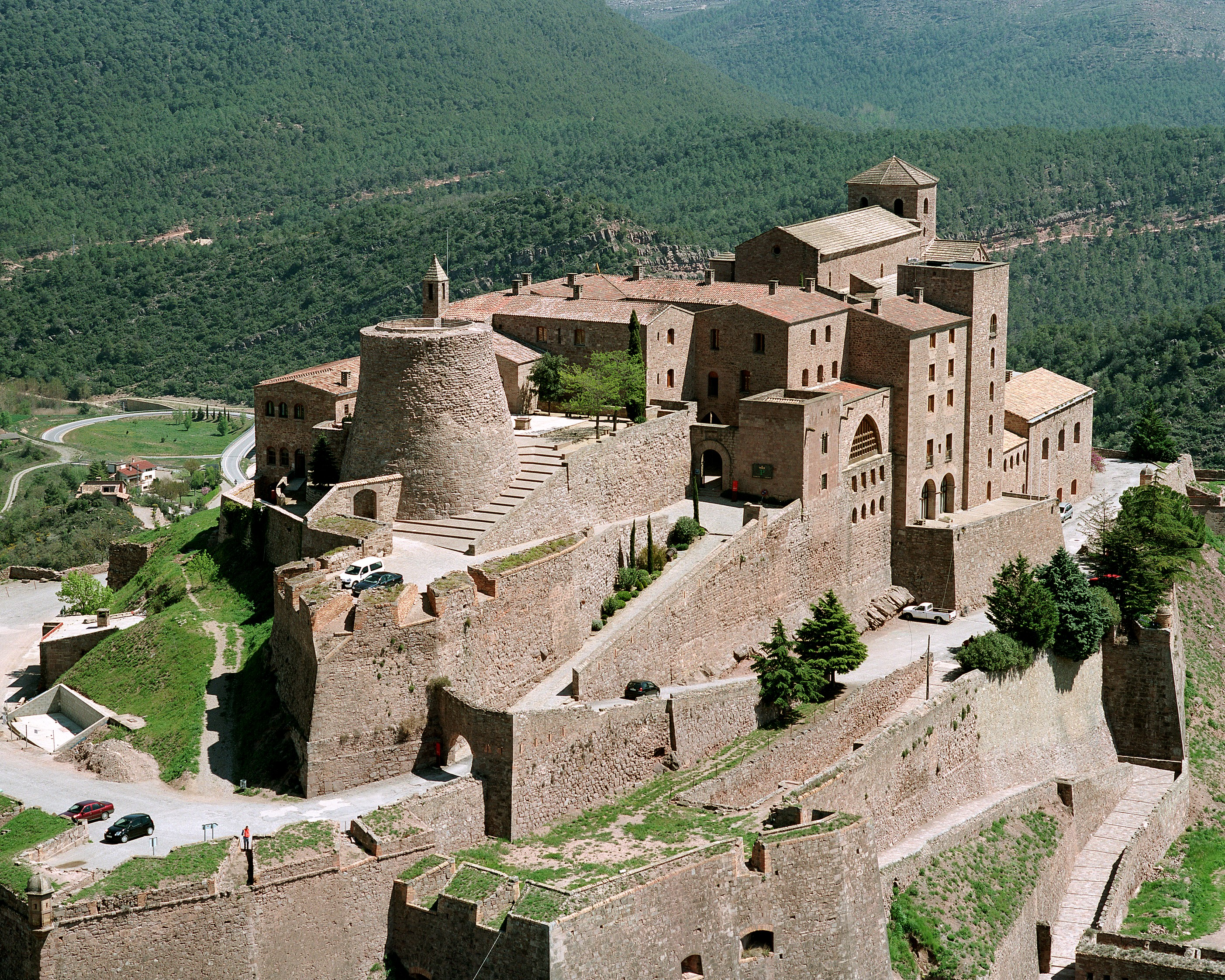
Parador in het Kasteel van Cardona

Een parador is een luxueus staatshotel in Spanje.

## Ontstaan
In 1910 besloot Spanje iets aan zijn imago te doen en een toeristische infrastructuur uit te bouwen. Hiervan werd pas werk gemaakt in augustus 1926, toen men begon met de bouw van de parador van Gredos (tussen Madrid en de Portugese grens). Deze plaats was speciaal uitgekozen door koning Alfonso XIII. Het hotel werd op 9 oktober 1928 ingewijd.
Hierna werden 97 andere paradores geopend over heel Spanje. De hotels zijn soms speciaal als toeristenonderkomen gebouwd, maar vaak wordt ook Spaans erfgoed op deze manier in ere gehouden. Verschillende kastelen, kloosters en haciënda's werden in gebruik genomen als staatshotel. Zo bevindt de parador van Granada zich in de tuinen van het Alhambra. Een andere doelstelling is om de regionale economie te stimuleren door veel lokale producten en recepten te gebruiken.